# Caspar Joseph Brambach

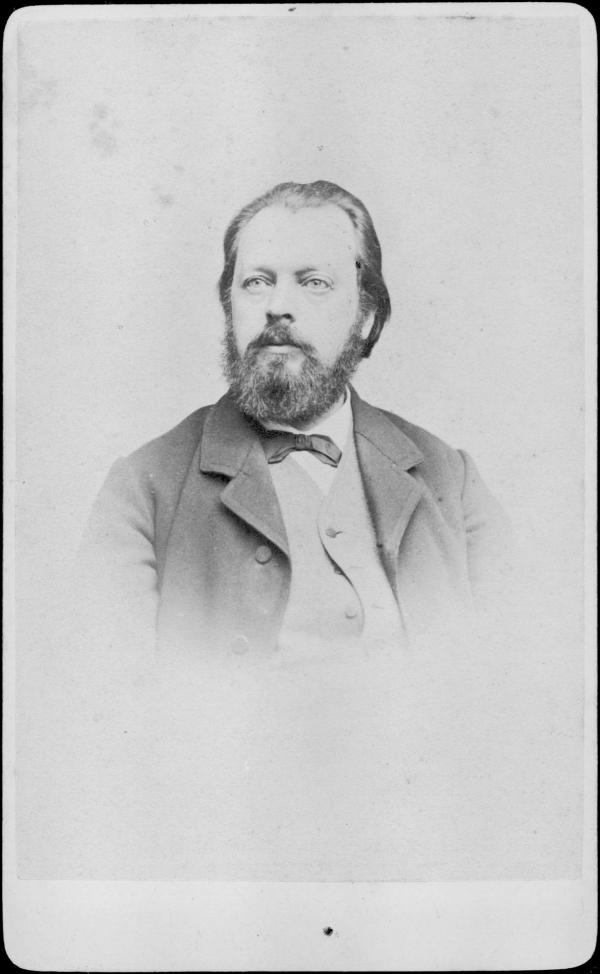
Caspar Joseph Brambach

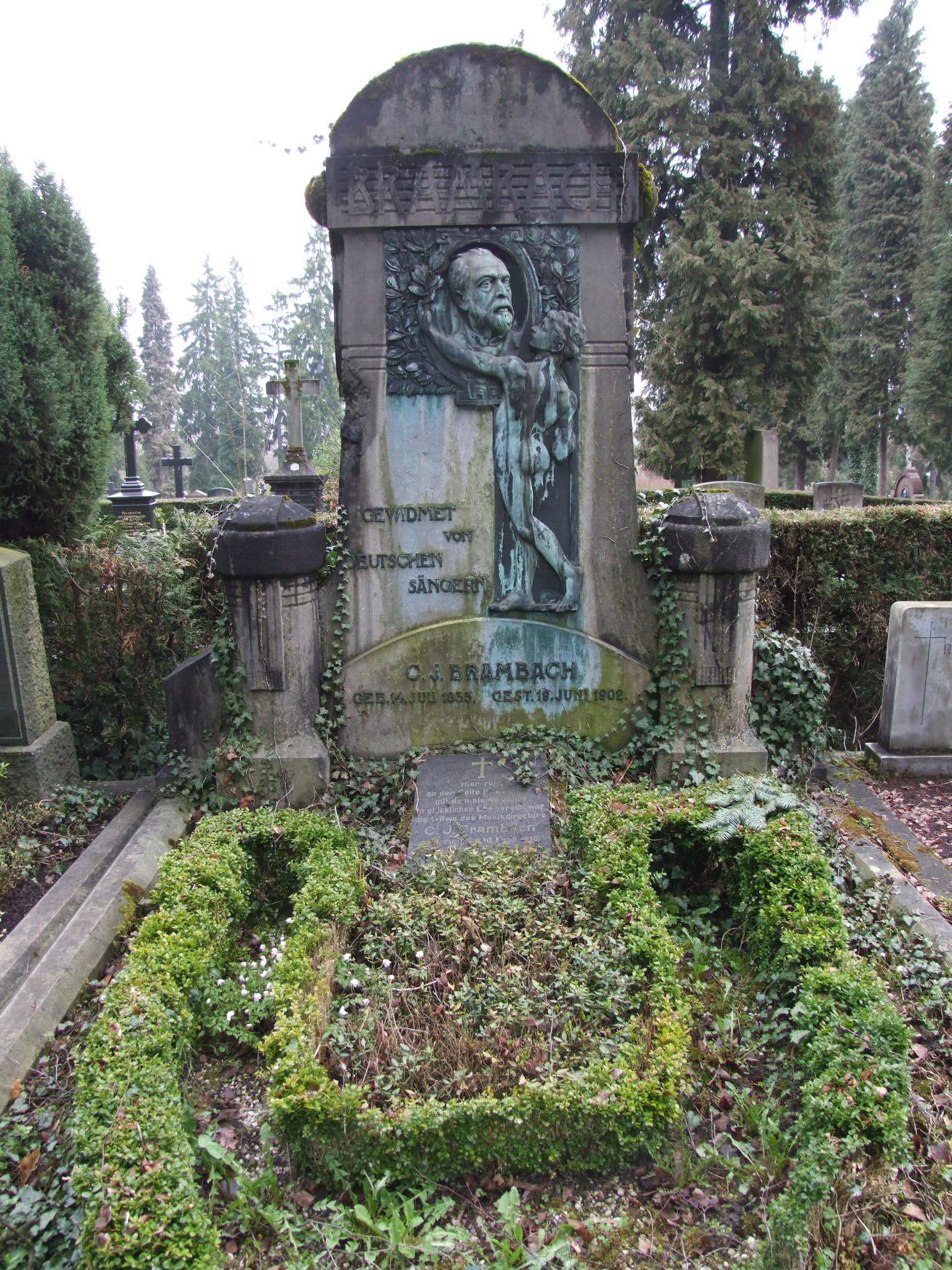
Grab von Caspar Joseph Brambach in Bonn

Caspar Joseph Brambach (* 14. Juli 1833 in Oberdollendorf; † 19. Juni 1902 in Bonn) war ein deutscher Musiker und Komponist.

## Leben
Brambach wurde als Sohn der Eheleute Franz Jacob Brambach und Gertrud Brambach, geb. Luckerath, im selben Jahr wie Johannes Brahms geboren. Er war Stipendiat der Mozart-Stiftung zur Förderung des Komponisten-Nachwuchses und Schüler Ferdinand Hillers und Carl Reineckes am Kölner Konservatorium, bevor er selbst dort 1859 als Lehrer tätig wurde. 1861 trat er die Nachfolge des nach Oldenburg berufenen Albert Dietrich als Städtischer Musikdirektor der Stadt Bonn an, gab 1869 diese Stellung jedoch auf, um sich ganz seinen Kompositionen und dem Musikleben in Bonn zu widmen. Seine Vermählung mit Magdalena Gohr fand im Jahre 1861 statt. Von 1862 bis 1877 leitete er den Männergesangverein »Concordia« und von 1861 bis 1869 den Städtischen Gesangverein, der heute unter dem Namen Philharmonischer Chor Bonn bekannt ist. Bis zu seinem Tode trat Brambach nicht mehr nennenswert als ausübender Musiker in die Öffentlichkeit. Er widmete sich ganz seinem kompositorischen Schaffen und der Heranbildung junger Musiker im Privatunterricht. Einer seiner bedeutendsten Schüler war Max von Schillings, der während seiner Gymnasialzeit seit 1879 für einige Zeit von ihm unterrichtet wurde. Auch von Friedrich Nietzsche ist bekannt, dass er Brambach um Rat fragte, ob er Musiker oder Philologe werden sollte. Brambach, dessen Werke heute fast vergessen sind, wurde vor allem als Komponist von Werken für Männerchöre bekannt, daneben schuf er zahlreiche Lieder, von denen das Bergische Heimatlied zu seinen bekanntesten gehörte. Auch seine Instrumentalwerke finden in der zweiten Hälfte des 19. Jahrhunderts viele Bewunderer, und kein Geringerer als der Dirigent Hans von Bülow spricht sich in ehrlicher Anerkennung über Brambachs Klavierkonzert aus. Brambachs Tonsprache entspricht der Post-Mendelssohnära, wobei der ausgesprochen cantable Stil sich aus der Masse seiner Zeitgenossen heraushebt. Sein Grabmal befindet sich auf dem Poppelsdorfer Friedhof in Bonn, unterhalb der Kreuzberg-Kirche. Das Relief ist signiert mit K. MENSER, CÖLN. Das gestiftete, aufwendige Grabmal trägt unter anderem die Inschrift „gewidmet von deutschen Sängern“.

## Werkverzeichnis

### Werke mit Opuszahl
- Op. 1 Vier Klavierstücke: Lied, Romanze, Capriccietto, Impromptu, 1852/59
- Op. 2 Sechs Lieder für Singstimme und Pf: Das trübe Auge, In der Frühlingsnacht, Dein Bildnis, Abendgebet, Hüte dich, Liebeslied, 1860/67
- Op. 3 Sonate G-Dur im leichteren Stil für Pf 1860/67
- Op. 4 Nr. 4 Abendgebet, für Singstimme und Pfte. 1860/67 und 1875
- Op. 5 Sextett c-moll für Pf, 2 Vl, 2 Br., Vc1860/67
- Op. 6 Die Macht des Gesanges (Schiller), Kantate für MCh, Soli, Orch. 1860/67
- Op. 7 Velleda, Kantate für MCh, Soli, Orch 1860/67
- Op. 8 Heloisens Gesang am Grabe Abaelards, für Singstimme und Kl. 1860/67
- Op. 9 Acht Lieder von Siebel: Du bist mir viel, Ich wußte, nun hatte ich alles, Es war ein Kind, Ständchen, Des Lebens Sorgen, Am Spinnrad, Nun blüht die Linde, Es schien ein Stern 1860/67
- Op. 10 Trost in Tönen, für gem. Ch. und Orch. 1868/73
- Op. 11 Ballade, Scherzo, Impromptu für Pf. 1868/73
- Op. 12 Nacht am Meere, für MCh und Orch. 1868/73
- Op. 13 Quartett Es-Dur für Pf, Vl., Br., Vc 1868/73
- Op. 14 Alcestis, (nach J. G. von Herders „Admetus´ Haus“) MCh., Soli, Orch. 1868/73
- Op. 15 Sechs Lieder aus dem Spanischen von E. Geibel und P. Heyse, für Singst. u. Pfte.: Ob auch finstre Blicke, Murmelndes Lüftchen, Alle gingen, Herz zur Ruh, In dem Garten, Sie blasen zum Anmarsch, Dereinst 1868/73
- Op. 16 Phantasien, Solostücke für Pf, I. Heft: Lebe wohl, Rückblick, Nachtgesang, Humoreske; II. Heft: Reigen, Wasserfahrt, Frühlingsgrüßen, Caprice 1868/73
- Op. 17 Zwölf dreistimmige Lieder für Frauenchor u. Pf, I. Heft: Die Nacht, Es ist kein Blümlein, Frühlingsglaube, Künftger, Frühling, Spruch, Abendlied; II. Heft: Nun fangen die Weiden zu blühen an, Frühlingsruhe, Lied des Gefangenen, Spruch, 0 Welt, wie bist du wunderschön, Hör das Abendlied 1868/73
- Op. 18 Patriotische Gedichte für 4 Männerstimmen in volkstümlicher Weise (Hörner, Tenorposaunen, Tuba, Pauken ad lib): Und brauset der Sturmwind, Reiterlied, Landwehrlied, Frisch auf, Der Spaziergang nach Berlin, Empor mein Volk, Bundeslied, 1868/73
- Op. 19 Drei Gesänge für Baß und Pf: Der Einsiedler, Mailied, 0 danke nicht, 1868/73
- Op. 20 Klaviersonaten Nr. 1 D-dur, Nr. 2 Sonate ?-Dur, 1868/73
- Op. 21 Lieder der Liebe. Ein Liederzyklus von J. Altmann für mittlere Singstimme und Pf, I. Heft: Das erste Liebeslied, Seele des Lenzes, Abend am Meer, Du bist die lichte Perle, Leise sinkt auf Berg und Tal. II. Heft: Lieb' ist die Blüt’, Einst und jetzt, Ich habe von dir, Ständchen, Die schönen braunen Augen, Gaben der Gottheit, Wohl hat mein Herz. III. Heft: Ob ich dich allzeit lieben will, Goldne Wolke, Die schönen Lenzesblumen, Die Lilie liegt, Die Sait' ist mir zersprungen, Du hast zu mir gesprochen, An die ferne Geliebte, Ich lehn' an einem Steine, 1868/73
- Op. 22 Thema und Variationen für Pf, 1868/73
- Op. 23 Am Rhein, 2 Chöre aus Kinkels, „Otto der Schütz“ für MCh und Orch.: Rheinabend, Fröhliches Fest, 1868/73
- Op. 24 Drei Novelletten für Pf: Im Balladenton, Intermezzo, Im humoristischen Ton, 1873
- Op. 25 Lieder für Singstimme und Pfte.: Es muß was wunderbares sein, Blumengruß, Ich stand am Flussesrand Nr. 9 Sehnsucht 1868/74
- Op. 26 Germanischer Siegesgesang (Hermanns Siegeslied von E. M. Arndt) für MCh. und Blechbläser, 1868/73
- Op. 27 Sechs zweistimmige Lieder für 5., MezzoS. u. Pf: Der Lenz fängt an, Der Lindengang, Heimweh, Die schönste Zeit, In der Morgenfrühe, Herbstwanderung 1868/73
- Op. 28 Trois morceaux characteristiques für Pf: Revière ballata, Menuetto scherzoso, Im humoristischen Ton 1868/73
- Op. 29 Vier Solostücke für Pf: Präludium, Scherzino, Cavatine, Jagdstück 1876
- Op. 30 Tasso, Konzertouvertüre für Orch. 1874 (auch Bearb. für 4-hdg.Kl.)
- Op. 31 Es muß doch Frühling werden, für MCh, Soli, Orch. 1874
- Op. 32 Das Eleusische Fest, für Chor, 5. u. Bar.-Soli, Orch. 1875
- Op. 33 Drei Gesänge für Alt oder Bariton mit Pf: Ohn’ Dämmerung, Die Trauerweide, Abendwölkchen 1876
- Op. 34 Drei Phantasiestücke für Pf: In der Nacht, Serenade, Toccata 1875
- Op. 35 Des Sängers Wiederkehr für MCh., Orch. 1876
- Op. 36 Sechs Gesänge für MCh, I. Heft: Flieg aus, Abendlied, Sommerlied, II. Heft: Frisch gewagt, Seligster Traum, Mein Vaterland 1876
- Op. 37 Frühlingshymnus, für gem. Ch. u. Orch., 1877
- Op. 38 Sechs characteristische Stücke für Pf: Polacca giocosa, Arabeske, Musette, Duetto amoroso, Appassionata, Marcia funebre, 1877
- Op. 39 Konzert für Pianoforte und Orchester, d-moll, 1879
- Op. 40 Das Lied vom Rhein, für MCh. und Blechbläser, 1878
- Op. 41 Zwei Romanzen für Vc und Pf d-moll, F-dur, 1878
- Op. 42 Sechs Lieder für MCh. 2 Hefte, I. Heft: Schwing dich auf, Lieb um Liebe, Liebesgruß, II. Heft: Morgenfrühe, Friede, Minnelied, 1880
- Op. 43 2. Quartett a-moll für Vl, Vl, Br, Vc, 1880
- Op. 44 Sechs zweistimmige Gesänge für 5. u. A. (Chor oder Soli) und Pf: I. Heft: Geistliches Lied, Waldabendschein, Unter der Loreley, II. Heft: Ungeahnt, Im Grünen, Gebet, 1880
- Op. 45 Drei Gesänge für gem. Chor: Natur, Sommerlust, Frühlingsnacht Köln o. J. (nach 1879) in, ,Troubadour" Chorsammlung
- Op. 46 Lenzerwachen, für MCh 1880;
- Op. 47 Prometheus, für MCh, Soli, Orch. 1881
- Op. 48 Acht Lieder für Singstimme und Pf I. Heft: Flogst du zu den Engeln, Geh nicht ins Kloster, Laß keinen Sonnenstrahl, Nach dem Häuschen gegenüber, II. Heft: Alle Blumen zittern, Du doch kommst, Ihr Sterne, Und ob kein Lied 1881
- Op. 49 Zwei Chöre für Männerstimmen: Meeresstille und glückliche Fahrt, Waldmorgen 1881
- Op. 50 Miscellaneen, Solostücke für Pf: Elegie pastorale, Reigen, Seliger Traum, Impromptu, Scherzo capriccioso, 1882
- Op. 51 Soloquartette für Männerstimmen: Die einsame Linde, Auf den Bergen, Sommerwanderung 1882
- Op. 52 Miscellaneen, 5 Stücke für Pianoforte: Sicilienne, Romanze, Jugendlust, Humoreske, Capricietto alla Mazurka, 1883
- Op. 53 Abendgruß für MCh, 1884
- Op. 54 Rheinfahrt für MCh, 1883
- Op. 55 Sonate d-moll für Pf und Vl, 1884
- Op. 56 Gesang der Geister über den Wassern, für MCh., 1884
- Op. 57 Ariadne, KlAuszug. Oper 1885, daraus in Part.: Ouvertüre, Duett: Bald ziehn wir 1885
- Op. 58 Zwölf zweistimmige Lieder für 5. u. A. (Chor oder Soli) u. Pfte., I. Heft: Waldabend, Waldveilchen, Waldrast, An die Nachtigall, Frühmorgens, Waldpfad. II. Heft: Frühlingswanderung, Märzlied, Kling, Klang, Gloria, Waldeinsamkeit, Herr Winter, Abschied vom Walde, 1886
- Op. 59 Zwei Gesänge für MCh.: Sonnenaufgang, Lebensfrische Morgenwinde, 1886
- Op. 60 Columbus, für MCh., Soli und Orch., 1886
- Op. 61 Zwei Konzertstücke für gern. Chor mit Orch. oder Pf: Morgensehnsucht, Frühlingsmorgen, 1886
- Op. 62 Gott der Herr, Hymne für MCh und Pf, 1886
- Op. 63 Drei Gesänge für Männerchor: Sommernacht, Schön ist die Welt, Waldesrauschen, 1891
- Op. 64 Sechs Lieder für hohe Stimme und Pf: Zuleikha, Ach du bist fern, Der Lenz geht um, Unter blühenden Bäumen, Wer recht von Herzen fröhlich ist, Mir träumte, 1888
- Op. 65 Drei Gesänge für MCh: Herbststurm, Mondnacht, Trinklied, 1888
- Op. 66 Drei Solostücke für Pf: Alla Valse, Allegretto amoroso, Alla Tarantella, 1888
- Op. 67 Nänie: Auch das Schöne muß sterben, für MCh, Blechbläser, Pauken 1889
- Op. 68 Drei Gesänge für MCh: Der Sturmwind, Ostermorgen, Winzerlied 1889
- Op. 69 Acht Vortragsstücke für das Pf, I. Heft: Prelude, Capriccietto, Canzonetta, Ländler II.Heft: Toccatina, Intermezzo, Romanze, Serenade, 1888
- Op. 70 Loreley, nach einer Dichtung von Waldbrühl, Dramatische Scene für MCh, MezzoS.-Solo, Orch., 1889
- Op. 71 Vier charakteristische Stücke für Pf: Elegischer Marsch, Minuetto giocoso, Bacarole, Elfentanz, 1888
- Op. 72 Vier Chorlieder für MCh.: Mainacht, Frühlingszeit, In den Wald, Wanderrast, 1889
- Op. 73 Salve Regina f. Chor, S.-Solo, Orch., 1889
- Op. 74 Sonate a-moll für Vl u. Pf, 1890
- Op. 75 Waldmeisters Brautfahrt, für MCh, Orch. (oder Pf), 1890
- Op. 76 Sonntags am Rhein, für MCh, 1890
- Op. 77 Zwei Männerchöre: Morgenlied im Wald, Sangeskunst, 1890
- Op. 78 Drei Gesänge für 1 Singst. mit Pf: Ruine, Haidenacht, Abendgang 1890
- Op. 79 Zwei Chorgesänge für Männerstimmen: Morgenwanderung, Die Tage der Rose 1890
- Op. 80 Vier Lieder für eine Singstimme und Pf.: Venetianisches Gondellied, Selige Nacht, Wiegenlied, Schwanenlied, 1890
- Op. 81 Drei vierstimmige Männerchöre: Wie ist doch die Erde, Sommermorgen, Wanderlust 1891
- Op. 82 Vier Chorlieder für Männerst.: Das walte Gott, Ständchen, Das erste Lied, Heimath 1892
- Op. 83 Phantasiestück in G für Pf, 1891
- Op. 84 Zwei Chöre für Männerstimmen mit Pf: Neuer Frühling, Erntefest, 1891
- Op. 85 Zwölf dreistimmige Chorgesänge für 5., MezzoS., A. u. Pf: I. Heft: Frühlingseinzug, Verzage nicht, Schifffahrt, Mondeszauber, Nachtfrieden, Nachtigallenlied, II. Heft: Zuversicht, Am hohen hellen Tage, Maienlied, Wiegenlied, Morgenfeier, Die Sorglosen, 1891
- Op. 86 Der Lenz, für MCh, 1891
- Op. 87 Nachtstück, für MCh, A.- Solo, Orch, 1892
- Op. 88 Fünf Lieder für MCh: Frau Minne, Hei, wie die Lerchen, An das Vögelein, Der Pfropfen, Rheinisches Lied 1892
- Op. 89 Die goldne Zeit, für MCh, 1893
- Op. 90 Hermann: Aus den Wolken zucken Blitze, für MCh, 1893
- Op. 91 Der Wächter Deutschlands, für MCh und Pf,. 1894
- Op. 92 Sechs Weihnachtslieder für 3stg. Frauenchor u. Pf ad lib.: Sieh da ist das Friedekind, Viele wurden viel besungen, Sternenhell die Himmelshalle, O Freude über Freude, O wunderbares Kindelein, Die Kinder vor dem Christkind, 1893
- Op. 94 Wetterzeigen, für MCh, 1894
- Op. 95 Grüß dich Gott, Preischor für MCh, 1899
- Op. 96 Vier Männerchöre: Der deutsche Männergesang, Inniges Verständnis, Glückliche Liebe, Habt acht, o. J.
- Op. 98 Drei Gesänge für dreistimmigen Frauenchor: Im Mai, Abend am Rhein, Wohin o. J.
- Op. 99 Der späte Winter, Konzertstück für gemischten Chor und Orchester zu einem Gedicht von Philippine Engelhard, 1895
- Op. 100 Cäsar am Rubikon, Konzertepos für MCh, T.-Solo, Orch, 1895
- Op. 101 Der 21. Psalm: Herr, der König freuet sich, 4–6stg. Chor u. Orch, 1896
- Op. 102 Volkers Schwanenlied, für MCh, 1897
- Op. 103 Pfingsten: Durch die Wälder, für MCh, 1897
- Op. 104 Fünf Gesänge für MCh: Gruß an die Heimat, Glücklich, Einladung zum Tanz, Sonntagsfrühe, Waldlied, 1898
- Op. 105 Der Bergkönigin Frühlingsfahrt, für gem. Chor, S.-Solo, Orch, 1897
- Op. 106 Acht Lieder aus dem Gebirge für Singst. u. Pf I.Heft: Gutes Mittel, Herzbub, Ich treibs ihm schon aus, Bei der Fahne II. Heft: Auf Urlaub, Bei m Tanz, Dienstpflicht, Hochzeit, 1898
- Op. 107 Drei Männerchöre: Hoch das Banner, Es ist was eig’nes um ein Dirndl, Es zog ein Maiwind, 1898
- Op. 108 Vaterländische Gedichte für MCh: Deutsche Hymne, Dein Vaterland, 1898
- Op. 109 An die Sonne, für MCh u. Orch, 1898
- Op. 110 Quartett g-moll für Pf, Vl., Br., Vc, 1899
- Op. 111 Auferstehung, Doppelchor für MCh, 1900
- Op. 112 Benedictus, für MCh, 1901
- Op. 113 Sechs Männerchöre im Volkston: Mir will das Wandern taugen, Ein Schifflein fahrt, Und wenn am schönsten, Ob ich einmal dich vergesse, Die Busserln, Scheiden, 1901
- Op. 114 Sechs Lieder für Singstimme mit Pf: Ich träumte, In den Himmel, Dös g’scheite Dirndl, Tief in meines Herzens Schrein, O du holde, o du wonnige Rosenzeit, Mei Dirndl, 1901
- Op. 115 Vier Lieder für MCh: Hinaus in die Ferne, Fahr wohl, Winters Einzug, Preis des Vaterlandes, 1902
- Op. 116 Drusus’ Tod für MCh, 1902
- Op. 117 Die Freuden der Gegenwart, Konzertstück für Chor und Orch, 1903

### Werke ohne Opus-Zahl
- Acht schottische und irische Volksmelodien für MCh. bearbeitet I. Heft: Irisch, Frisch Krieger; Schottisch, Schau her; Irisch Da deine Schwüre; Schottisch, 0 Charlie, II. Heft: Irisch, Noch denk ich; Schottisch, O wann kehrst du zurück; Schottisch, Von allen Mädchen, Schottisch, Noch einmal 1868–1873 Frühlingswerden für 2 Frauenstimmen und Pf, 1877 (unter diesem Datum bei Hofmeister als Op. 2,1 wohl falsch); Dein Auge, für Gesang und Zither, in, ,Liederkranz" Liedsammlung, Trier 1879
- Gruß an den Wald, für MCh., in, „MCh.-Album“ zu seinem 80-jährigen Bestehen hrsg. vom Stuttgarter Liederkranz, Stuttgart 1879, 2. Ausgabe als Einzelausgabe, Stuttgart 1897
- Sommernacht, für MCh. 1886, dass. arrang. für MCh., Streicher, Solo-Vl. von Goepfert 1889
- Glücksfahrerlied, für MCh., Wien 1891
- St. Jakobslied, für MCh. 1889
- Im Frühling, Lied im Volkston für MCh. 1892
- Bergisches Heimatlied, MCh. 1894, dass, für 2–3stg. Schülerchor, dass. für 1 Singstimme m. Kl.;
- Kriegslied der Deutschen, für 1 Singst. oder lstg. Chor und Pfte. 1895
- Wanderlied, MCh. im Volkston 1897
- Jugendzeit, o Jugendzeit, für 4stg. MCh. 1898
- Der fliegende Holländer, für MCh. 1902
- Vereinslied des Kölner Liederkranz, für MCh. 1901
- Vor deinen Augen fand ich Frieden, aus den, „Kreuz- und Trostliedern“ von F. Oser, o. O., o. J.
- Rondino für Blasinstrumente von Beethoven bearbeitet für Klavier, Bonn o. J.

### Manuskripte oder Werke, deren Drucklegung nicht sicher ist
- Sinfonie (vgl. AMz 1863, S. 128);
- Regina coeli von Antonio Caldara instrumentiert von Brambach (vgl. Niederrheinische Musikzeitung 1866, S. 21);
- Gebet von Franz Schubert instrumentiert von Brambach (vgl. AMz 1865, S. 332)
- Duo pour le piano-forte à quatre mains (Manuskript Bonn, Stadt-Archiv Sign.: 1i237) o. J.
- Verbindender Text zu Mendelssohns Musik der „Antigone des Sophokles“ (Manuskript Bonn, Stadt-Archiv Sign.: 1i237d) o. J.
- Leitfaden der Geschichte der Musik (Manuskript Bonn, Stadt-Archiv Sign.: 1i237) o. J.
- Textbuch zur Oper „Ariadne“ von O. Freudenberg Leipzig o. J.